# 国道19号 (韩国)
国道19号（韓語：국도 제19호선），又称南海－洪川线（韓語：남해～홍천선），是大韩民国的一条南北向的国家级公路，其全线全长约496.4千米，于1975年10月1日开通部分路段。路线北起江原道洪川郡（与国道56号和国家支援地方道56号相连），途经全罗南道、全罗北道和忠清北道，南至庆尚南道南海郡（与国道3号和国道77号相连）。

## 主要途径城市

### 庆尚南道
南海郡 - 河东郡

### 全罗南道
求礼郡

### 全罗北道
南原市 - 长水郡 - 茂朱郡

### 忠清北道
永同郡 - 沃川郡 - 报恩郡 - 清州市 - 槐山郡 - 忠州市

### 江原道
原州市 - 横城郡 - 洪川郡

## 主要途径道路
- 京釜高速公路
- 南海高速公路
- 光州大邱高速公路
- 益山浦项高速公路
- 顺天完州高速公路
- 唐津盈德高速公路
- 统营大田高速公路
- 平泽堤川高速公路
- 中部内陆高速公路
- 国道2号
- 国道3号
- 国道4号
- 国道5号
- 国道6号
- 国道13号
- 国道17号
- 国道18号（朝鲜语：국도 제18호선）
- 国道24号
- 国道25号
- 国道26号（朝鲜语：국도 제26호선）
- 国道30号（朝鲜语：국도 제30호선）
- 国道34号
- 国道36号
- 国道37号（朝鲜语：국도 제37호선）
- 国道38号（朝鲜语：국도 제38호선）
- 国道42号（朝鲜语：국도 제42호선）
- 国道56号
- 国道59号（朝鲜语：국도 제59호선）
- 国道77号（朝鲜语：국도 제77호선）
- 32国家支援地方道32号（朝鲜语：국가지원지방도 제32호선）
- 49国家支援地方道49号（朝鲜语：국가지원지방도 제49호선）
- 56国家支援地方道56号（朝鲜语：국가지원지방도 제56호선）
- 58国家支援地方道58号（朝鲜语：국가지원지방도 제58호선）
- 60国家支援地方道60号（朝鲜语：국가지원지방도 제60호선）
- 82国家支援地方道82号（朝鲜语：국가지원지방도 제82호선）
- 88国家支援地方道88号（朝鲜语：국가지원지방도 제88호선）